# Clidemia scopulina
Clidemia scopulina là một loài thực vật có hoa trong họ Mua. Loài này được (Brandegee) L.O. Williams mô tả khoa học đầu tiên năm 1963.